# 베이브 루스상
베이브 루스상(Babe Ruth Award)은 메이저 리그 베이스볼의 월드 시리즈에서 가장 두드러진 활약을 한 선수에게 주어지는 상이다. 수상자 선정은 미국 야구 기자 협회 뉴욕 지부에 의해 이루어진다. 베이브 루스 사후 다음해 1949년에 제정되었다.

## 같이 보기
- 콘 스미스 트로피